# U-Statistik
Eine U-Statistik ist ein erwartungstreuer Schätzer im Bereich der asymptotischen Statistik. Sie wurde 1948 von Wassily Hoeffding erstmals definiert, wobei das „U“ für die Unverzerrtheit des Schätzers steht.

## Definition
Sei {\displaystyle (\Omega ,{\mathcal {F}},\mathbb {P} )} ein Wahrscheinlichkeitsraum und {\displaystyle \left(X_{n}\right)_{n\in \mathbb {N} }} eine Folge (stochastisch) unabhängiger und identisch verteilter {\displaystyle d}-dimensionaler Zufallsvektoren mit Verteilungsfunktion {\displaystyle F:\mathbb {R} ^{d}\to [0,1]}. Weiter seien {\displaystyle k,m\in \mathbb {N} } mit {\displaystyle k\leq m} und {\displaystyle \psi :(\mathbb {R} ^{d})^{k}\to \mathbb {R} } eine messbare und symmetrische Funktion, wofür das zweite Moment existiert. Dann heißt U-Statistik der Ordnung k mit Kern {\displaystyle \psi } die Zufallsvariable
{\displaystyle U_{m}:=U_{m}(X_{1},\dots ,X_{m}):={\frac {1}{m \choose k}}\sum _{1\leq i_{1}<\dots <i_{k}\leq m}\psi (X_{i_{1}},\dots ,X_{i_{k}})}

## Bemerkungen
Es handelt sich bei der U-Statistik um einen Sonderfall der V-Statistik, die 1947 durch Richard von Mises eingeführt wurden. Diese beschreiben die asymptotische Verteilung der sogenannten von-Mises-Funktionalen und werden zur Verwirrung der Allgemeinheit ebenfalls so genannt.

## Verallgemeinerung
Eine Verallgemeinerung der U-Statistik wurde 1951 durch Lehmann formuliert.

## Beispiele
Für die ersten niedrigen Werte für {\displaystyle k} folgen bei bestimmter Wahl von {\displaystyle \psi } der zentraler Grenzwertsatz von Lindeberg-Lévy, die Stichprobenvarianz, Ginis mittlere absolute Differenz, die Stichprobenkovarianz, Wilcoxons Ein-Stichproben-Statistik oder auch Kendalls Tau.